# Jehan d'Arrabloy
Jehan d'Arrabloy (ou Jean d'Arrabloy) est un noble français qui fut seigneur d'Arrabloy, sénéchal du Périgord et du Quercy pendant le règne de Philippe le Bel. Il mourut en 1311 ou 1329 à Arrabloy.

## Biographie
Jehan d'Arrabloy fut l'un des intimes du Roi, qui le nomma sénéchal du Quercy et du Périgord. Il eut à soutenir de nombreux combats en Aquitaine contre les troupes du Roi d'Angleterre, ce qui fit sa renommée.
Il épousa Jeanne d'Anlézy, qui décèdera en 1310 et sera enterrée dans l'église paroissiale d'Arrabloy.
Il laissa un fils, Pierre d'Arrabloy, qui fut créé cardinal en 1316 par le pape Jean XXII, puis fut fait chancelier de France par Louis X en 1316.